# Surname Viet Given Name Nam
Surname Viet Given Name Nam is een documentaire film uit 1989 van de Vietnamese filmmaker Trinh T. Minh-ha.. 
Het onderwerp van de film is de relatie tussen een land en de vrouwelijke identiteit. In de film staan interviews met Vietnamese vrouwen centraal over het opgroeien en het leven in de naoorlogse periode. Het bijzondere aan de film is dat er geen enkele opnames zijn gemaakt in Vietnam zelf. Minh-ha heeft een Franse publicatie gebruikt van vertaalde interviews uit het Vietnamees. Na de tekst te hebben vertaald naar het Engels zijn deze voorgedragen door Vietnamees-Amerikaanse vrouwen.  